# لورا رايت (مغنية)
لورا رايت (بالإنجليزية: Laura Wright)‏ هي مغنية بريطانية، ولدت في 17 يونيو 1990 في Framsden ‏ في المملكة المتحدة.

## وصلات خارجية
- الموقع الرسمي
- لورا رايت على موقع IMDb (الإنجليزية)
- لورا رايت على موقع ميوزك برينز (الإنجليزية)
- لورا رايت على موقع ديسكوغز (الإنجليزية)